# Многочлен Кауфмана
Многочлен Кауфмана — многочлен вузла від двох змінних, запропонований Луїсом Кауфманом. Спочатку був визначений на діаграмі зачеплень як:
{\displaystyle F(K)(a,z)=a^{-w(K)}L(K)} ,
де {\displaystyle w(K)} — закрученість діаграми зачеплення і {\displaystyle L(K)} — многочлен, визнаячений на діаграмі зачеплення з такими властивостями:
- {\displaystyle L(O)=1} ({\displaystyle O} — тривіальний вузол);
- {\displaystyle L(s_{r})=aL(s),\qquad L(s_{\ell })=a^{-1}L(s)} ;
- {\displaystyle L} не змінюється при застосуванні рухів Рейдемейстера типу II і III.

тут {\displaystyle s} — нитка, а {\displaystyle s_{r}} (відповідно, {\displaystyle s_{\ell }}) — та ж нитка з додаванням правого (відповідно, лівого) витка (використовуючи рух Рейдемейстера типу I).
Крім того, {\displaystyle L} має задовольняти скейн-співвідношенню Кауфмана:
Малюнки представляють многочлен {\displaystyle L} діаграм, які різні в колі, як показано, але ідентичні зовні[уточнити]
Кауфман показав, що {\displaystyle L} існує і є регулярним ізотопним інваріантом неорієнтованих зачеплень. Звідки випливає, що {\displaystyle F} є обхопним ізотопним інваріантом орієнтованих зачеплень.
Многочлен Джонса — особливий вид многочлена Кауфмана, коли {\displaystyle L} звужується до дужки Кауфмана. Многочлен Кауфмана пов'язаний з калібрувальною теорією Черна — Саймонса для {\displaystyle \mathrm {SO} (N)} так само, як многочлен HOMFLY пов'язаний з калібрувальною теорією Черна — Саймонса для {\displaystyle \mathrm {SU} (N)} .